# Regiunea Irkutsk
Regiunea Irkurtsk (în rusă Иркутская область) este un subiect federal al Rusiei, situată în Siberia. Ocupă o suprafață de 767900 km² (4,6% din suprafața Rusiei). Capitala regiunii este orașul Irkutsk.

## Geografie
Regiunea Irkutsk se învecinează la sud și sud-vest cu Buriatia și Tuva, la vest cu regiunea Krasnoiarsk, cu Iacuția în nord-est și cu regiunea Cita în est.

## Demografie
Conform recensămîntului din 2002, populația este de 2,77 milioane, din care 79,6% în mediul urban și 20,4% în mediul rural. Densitatea este 3,5 persoane/km².

## Localități
Principalele localități sunt: orașul Irkutsk, capitala regiunii (594,500 locuitori), Angarsk (267.000 locuitori), Bratsk (253.600 locuitori).
1. ↑  Constituția Federației Ruse, accesat în 25 octombrie 2016